# 1018.
◄ | 10. stoljeće | 11. stoljeće | 12. stoljeće | ►
◄ | 980-ih | 990-ih | 1000-ih | 1010-ih | 1020-ih | 1030-ih | 1040-ih | ►
◄◄ | ◄ | 1015. | 1016. | 1017. | 1018. | 1019. | 1020. | 1021. | ► | ►►
Arhitektura • Astronomija • Knjige • Književnost • Kršćanstvo • Pravo • Promet • Znanost

## Događaji
- Bizantski car Bazilije II. osvaja Makedoniju i Bugarsku pobjedom kod Drača.

## Vanjske poveznice
|  | Zajednički poslužitelj ima još gradiva o temi 1018. |